# Aigle VD
| VD ist das Kürzel für den Kanton Waadt in der Schweiz. Es wird verwendet, um Verwechslungen mit anderen Einträgen des Namens Aigle zu vermeiden. |

Aigle (deutsch veraltet Aelen, französisch [ɛːgl], im einheimischen frankoprovenzalischen Dialekt [ˈaːðɔ]) ist eine politische Gemeinde im Kanton Waadt, Schweiz, und Hauptort des gleichnamigen Distrikts Aigle. Der deutsche Name Aelen wird heute nicht mehr verwendet. Die Einwohner werden auf Französisch Les Aiglons genannt. Die Adler im redenden Gemeindewappen sind in der Homonymie des Ortsnamens zu frz. aigle ‹Adler› begründet.

## Geographie
Aigle liegt auf 415 m ü. M., 13 km südsüdöstlich der Stadt Montreux (Luftlinie). Das Dorf erstreckt sich am Ostrand des unteren Rhonetals, auf dem Schwemmkegel, den der Fluss Grande Eau im Lauf der Zeit bei seinem Austritt in das Rhonetal akkumuliert hat, am Fusse der Waadtländer Voralpen.
Die Fläche des 16,4 km² grossen Gemeindegebiets umfasst einen Abschnitt des unteren Rhonetals und der angrenzenden Alpen. Die westliche Grenze bildet der kanalisierte Lauf der Rhone. Von hier erstreckt sich der Gemeindeboden ostwärts über den bis zu 3 km breiten flachen Talboden und den Schwemmkegel der Grande Eau bis in deren tief eingeschnittenes Tal zwischen den Höhen von Leysin im Norden und dem Chamossaire im Süden. Allerdings gehören nur die dicht bewaldeten (Bois de la Chenau) und teilweise von Felswänden durchzogenen unteren Talflanken zu Aigle, während die oberen Talhänge den Nachbargemeinden zugeordnet sind. Der höchste Punkt der Gemeinde wird mit 1060 m ü. M. am Hang unterhalb von Leysin bei Vuargny erreicht. 1997 entfielen von der Gemeindefläche 24 % auf Siedlungen, 38 % auf Wald und Gehölze, 35 % auf Landwirtschaft, und etwas mehr als 3 % war unproduktives Land.
Zu Aigle gehören ausgedehnte Industrie- und Gewerbezonen im Rhonetal, die Weiler Le Cloître (422 m ü. M.) am südöstlichen Ortsrand, Vers Pousaz (413 m ü. M.) rechts der Grande Eau am Fuss des Rebhanges und Fontanney (540 m ü. M.) am Eingang in das Tal der Grande Eau sowie einige Einzelhöfe. Nachbargemeinden von Aigle sind Yvorne, Leysin, Ormont-Dessous und Ollon im Kanton Waadt sowie Vouvry und Collombey-Muraz im Kanton Wallis.

### Klima
Für die Normalperiode 1991–2020 betrug die Jahresmitteltemperatur 10,3 °C, wobei im Januar mit 1,4 °C die kältesten und im Juli mit 19,4 °C die wärmsten Monatsmitteltemperaturen gemessen wurden. Im Mittel sind hier rund 82 Frosttage und 5 Eistage zu erwarten. Sommertage gibt es im Jahresmittel rund 50, während im Schnitt 5 bis 6 Hitzetage zu verzeichnen sind. Die Messstation von MeteoSchweiz liegt auf einer Höhe von 381 m ü. M.
|                        | Jan  | Feb  | Mär  | Apr  | Mai  | Jun  | Jul  | Aug  | Sep  | Okt  | Nov | Dez  |   |       |
| Mittl. Temperatur (°C) | 1,4  | 2,4  | 6,3  | 10,1 | 14,2 | 17,7 | 19,4 | 18,9 | 14,8 | 10,6 | 5,4 | 2,2  | ⌀ | 10,3  |
| Mittl. Tagesmax. (°C)  | 5,2  | 6,7  | 11,4 | 15,5 | 19,4 | 23,1 | 25,3 | 24,7 | 20,2 | 15,4 | 9,6 | 5,8  | ⌀ | 15,2  |
| Mittl. Tagesmin. (°C)  | −2,1 | −1,5 | 1,5  | 4,4  | 8,8  | 12,1 | 13,6 | 13,5 | 9,7  | 6,0  | 1,5 | −1,1 | ⌀ | 5,6   |
|                        |      |      |      |      |      |      |      |      |      |      |     |      |   |       |
| Niederschlag (mm)      | 68   | 58   | 63   | 65   | 94   | 96   | 118  | 110  | 80   | 77   | 75  | 80   | Σ | 984   |
|                        |      |      |      |      |      |      |      |      |      |      |     |      |   |       |
| Sonnenstunden (h/d)    | 3,0  | 3,9  | 5,3  | 5,9  | 5,9  | 7,0  | 7,4  | 7,0  | 6,0  | 4,5  | 3,1 | 2,5  | ⌀ | 5,1   |
|                        |      |      |      |      |      |      |      |      |      |      |     |      |   |       |
| Regentage (d)          | 9,0  | 7,8  | 8,6  | 8,6  | 11,6 | 10,7 | 10,8 | 10,4 | 8,7  | 9,7  | 9,3 | 10,1 | Σ | 115,3 |
|                        |      |      |      |      |      |      |      |      |      |      |     |      |   |       |
| Luftfeuchtigkeit (%)   | 82   | 78   | 73   | 70   | 73   | 73   | 73   | 76   | 81   | 83   | 84  | 83   | ⌀ | 77,4  |

| −2,1 |

| −1,5 |

| 1,5 |

| 4,4 |

| 8,8 |

| 12,1 |

| 13,6 |

| 13,5 |

| 9,7 |

| 6,0 |

| 1,5 |

| −1,1 |

| −2,1 |

| −1,5 |

| 1,5 |

| 4,4 |

| 8,8 |

| 12,1 |

| 13,6 |

| 13,5 |

| 9,7 |

| 6,0 |

| 1,5 |

| −1,1 |

## Bevölkerung
Mit 11'412 Einwohnern (Stand 31. Dezember 2023) gehört Aigle zu den grösseren Gemeinden des Kantons Waadt. Im Jahr 2000 waren von den Bewohnern 80,0 % französischsprachig, 3,5 % portugiesischsprachig, und 3,5 % sprachen Albanisch. Die Bevölkerungszahl von Aigle belief sich 1850 auf 2'296 Einwohner, 1900 auf 3'897 Einwohner. Danach nahm die Bevölkerung bis 1960 (4'381 Einwohner) nur sehr langsam zu. Seither wurde ein starkes Bevölkerungswachstum verzeichnet, insbesondere während der 1960er- und den 1980er-Jahren. Neue Wohngebiete entstanden in den letzten Jahrzehnten vor allem westlich der Bahnlinie.

## Wirtschaft
Aigle war bis im 19. Jahrhundert ein durch die Agrarwirtschaft geprägtes Städtchen. Schon im 18. Jahrhundert begann der wirtschaftliche Aufschwung dank der Ausbeutung der Salzvorkommen; es wurden eine Salzwasserleitung gebaut und Gradierhäuser errichtet. Im Jahr 1798 wurde die Saline allerdings nach Bex verlegt. Das 19. Jahrhundert war gekennzeichnet durch einen weiteren Aufschwung aufgrund der grossen Wälder in den umliegenden Tälern. Aigle entwickelte sich zu einem Holzverarbeitungszentrum. Es siedelten sich auch Betriebe anderer Branchen an, beispielsweise eine Brauerei, die pharmazeutische Fabrik Zyma, eine Parkettfabrik, mehrere Weinhandlungen und graphische Betriebe.
Heute bietet Aigle rund 4000 Arbeitsplätze an. Mit 7 % der Erwerbstätigen, die noch im primären Sektor beschäftigt sind, hat die Landwirtschaft immer noch einen gewissen Stellenwert in der Erwerbsstruktur der Bevölkerung. Etwa 23 % der Erwerbstätigen sind im industriellen Sektor tätig, während der Dienstleistungssektor 70 % der Arbeitskräfte auf sich vereinigt (Stand 2001).
In der Landwirtschaft spielt der Weinbau an den Hängen östlich des Städtchens, im Bereich des Schlosses und südlich des Hügels Plantour (658 m ü. M.) eine wichtige Rolle. In der klimatisch ebenfalls begünstigten Rhoneebene herrschen Ackerbau und Gemüsebau vor, während die Wälder im Tal der Grande Eau teilweise forstwirtschaftlich genutzt werden.
Im Lauf des 20. Jahrhunderts entstand in der Rhoneebene zwischen dem Fluss und dem östlichen Seitenkanal eine Industrie- und Gewerbezone (Les Iles) mit Tanklagern, metallverarbeitenden Unternehmen (Zwahlen et Mayr S.A.), pharmazeutischer Industrie sowie Unternehmen des Bau- und Transportgewerbes. Im Weiteren ist Aigle Sitz der Reitzel (Suisse) SA (einer 1909 gegründeten Essigfabrik) und des Weinhandelshauses Badoux und Standort zahlreicher kleinerer Unternehmen, darunter auch des Druckerei- und Verlagswesens.
Als wichtiges regionales Zentrum verfügt Aigle über zahlreiche Arbeitsplätze in der kommunalen und Bezirksverwaltung und im Gastronomiegewerbe. Es besitzt ein Bezirksgericht, ein Regionalspital und ein Eidgenössisches Zeughaus. In den 1950er-Jahren war in der Rhoneebene die Errichtung eines Panzerwaffenplatzes projektiert, die Pläne wurden aber nach einer kantonalen Abstimmung 1956 aufgegeben. Auch der Weltradsportverband UCI hat seinen Sitz in Aigle; 2002 wurde die Radrennhalle eröffnet. Die Partnerstadt von Aigle in Deutschland ist Tübingen.

## Verkehr

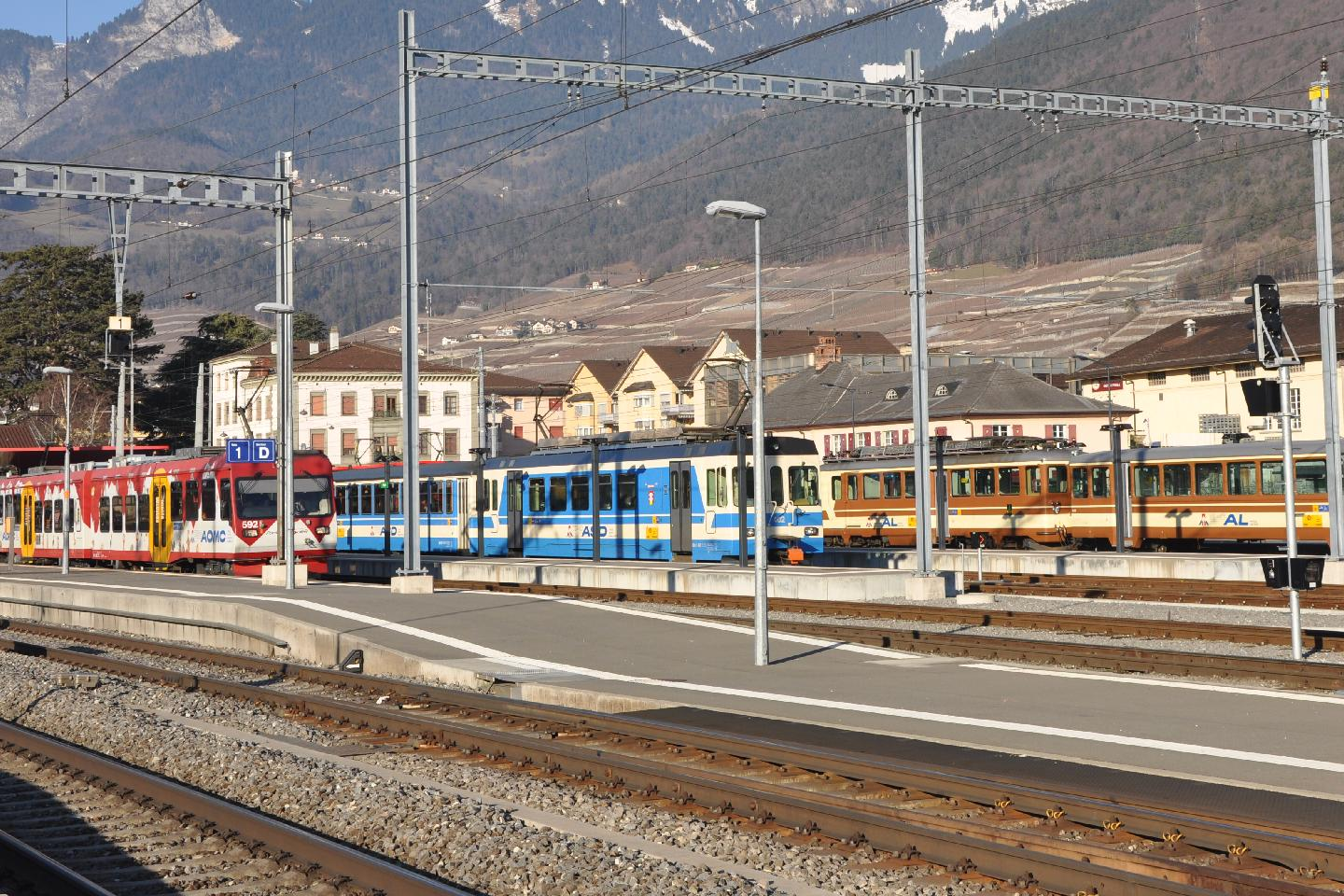
Bahnhof Aigle mit Zügen der AOMC, ASD und AL (von links nach rechts)

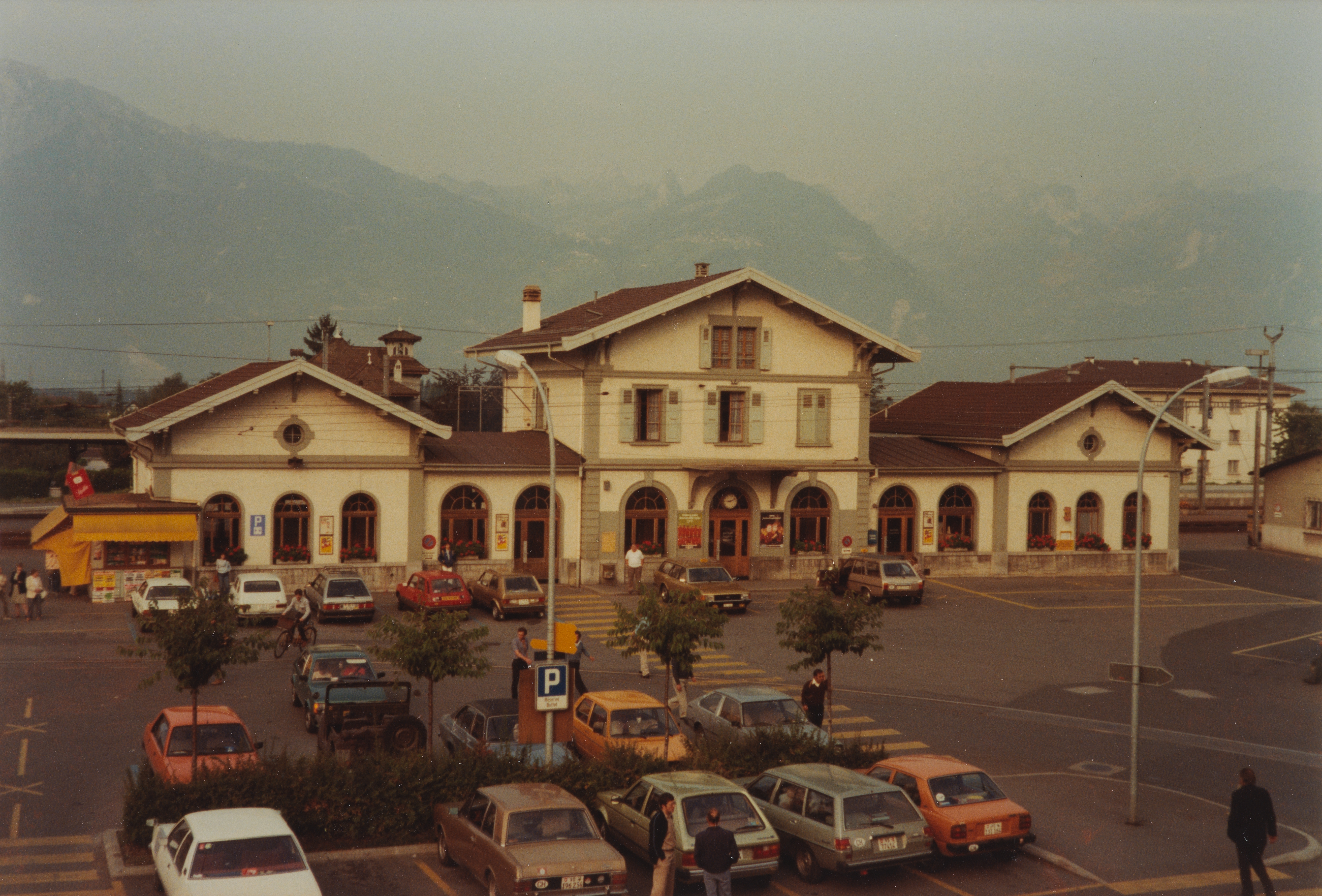
Bahnhofsgebäude, Strassenseite, 1982

Die Gemeinde ist verkehrstechnisch sehr gut erschlossen. Sie liegt an der Hauptstrasse 9, die von Lausanne über Sion zum Simplonpass führt. Von dieser Strasse zweigt bei Aigle die Hauptstrasse 11 über den Col des Mosses in das Pays d’Enhaut ab. Der nächste Autobahnanschluss an die 1970 eröffnete A9 (Lausanne–Sion), welche das Gemeindegebiet durchquert, ist rund 3 km vom Ortskern entfernt.
Am 10. Juni 1857 wurde der Bahnhof Aigle am Abschnitt Villeneuve–Bex der Eisenbahnlinie von Lausanne nach Sion eingeweiht. Drei Privatbahnen, die in die Transports Publics du Chablais (TPC) fusioniert worden sind, haben ihren Ausgangspunkt in Aigle. Dies sind die Aigle–Leysin-Bahn (AL), eröffnet am 6. November 1900, die Aigle–Ollon–Monthey–Champéry-Bahn (AOMC), seit dem 2. April 1907, und die Aigle–Sépey–Diablerets-Bahn (ASD), seit dem 22. Dezember 1913.
Für die Feinverteilung im öffentlichen Verkehr sorgen Buslinien von Aigle nach Corbeyrier, Villars-sur-Ollon, Torgon und Saint-Gingolph.

## Geschichte

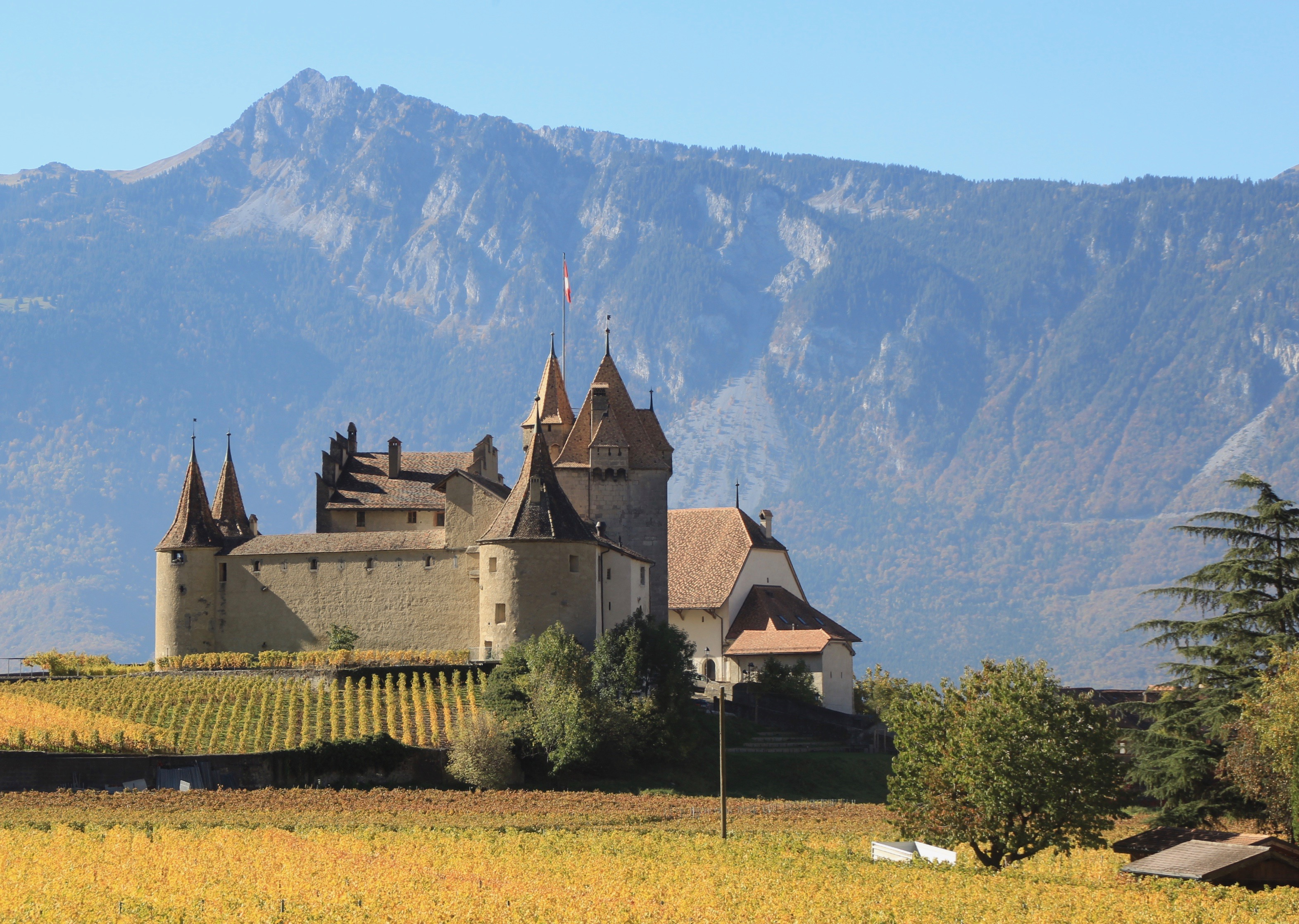
Schloss Aigle

Historisches Luftbild von Werner Friedli von 1968

Das Gemeindegebiet von Aigle war schon sehr früh besiedelt. Früheste Spuren von der Anwesenheit des Menschen stammen aus der späten Bronzezeit, auf die mehrere Gräber und Keramikfunde zurückdatiert werden. Zur Römerzeit führte die wichtige Heerstrasse vom Grossen St. Bernhard via Viviscus (Vevey) nach Aventicum (Avenches) durch das Gebiet. Aus dieser Zeit stammen Überreste einer Villa, eines Aquädukts und eines weiteren Gebäudes mit Mosaiken. Auch ein frühmittelalterliches Gräberfeld wurde entdeckt.
Der spätere Kaiser Heinrich IV. übergab das Gebiet um Aigle 1076 in die Oberhoheit des Hauses Savoyen. Die ersten urkundlichen Erwähnungen des Ortes stammen aus der zweiten Hälfte des 12. Jahrhunderts (1152/53 de Aleo; 1177 de Ali; 1179 de Alio); der Ortsname geht wahrscheinlich auf den (vor-)althochdeutschen Personennamen Agil zurück, der wie in manch andern Fällen unverändert zur Bezeichnung der Siedlung verwendet wurde. Seit dem späten 11. Jahrhundert ist auch eine Adelsfamilie d’Aigle bezeugt, die hier eine Burg erbaute. Deren Besitz ging im 13. Jahrhundert an die Herren von Saillon. Im Weiteren hatten auch die Chorherren vom Grossen St. Bernhard und die Abtei Saint-Maurice Grundbesitz in Aigle. Letztere liess ein Priorat errichten, um welches der Ortsteil Le Cloître entstand.
Im Jahr 1231 erhielt Aigle unter Graf Thomas I. von Savoyen das Marktrecht und wurde 1314 mit einem Freiheitsbrief von Amadeus V. von Savoyen zur Stadt erhoben. Durch seine Lage am Handelsweg ins Wallis und über den Grossen St. Bernhard nach Italien entwickelte sich Aigle zu einer wichtigen Handelsstadt. Die Gemeinde bildete seit dem Mittelalter eine sogenannte Grosspfarrei mit Leysin (bis 1702) sowie Corbeyrier und Yvorne (bis 1831). Seit dem 14. Jahrhundert besass Aigle einen Burgrechtsvertrag mit Sembrancher im Wallis, der zu gegenseitiger Hilfe im Falle von kriegerischen Handlungen und Naturkatastrophen verpflichtete (beispielsweise beim Hochwasser der Grande Eau 1740 in Aigle und bei der Überschwemmung nach einem Eissturz des Giétrozgletschers in Sembrancher).

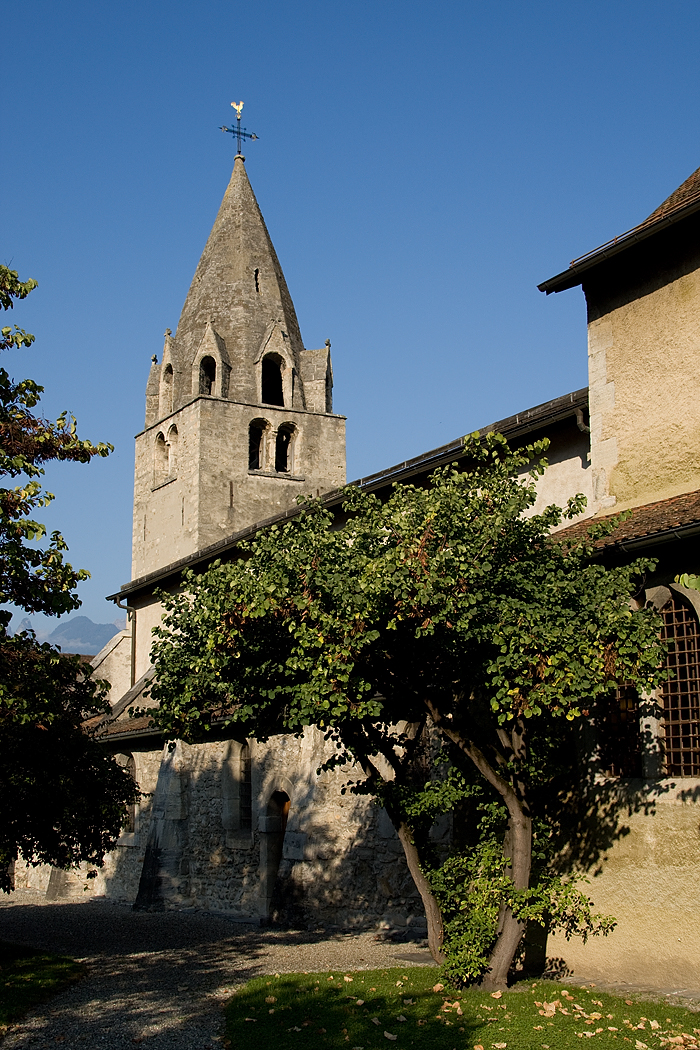
Pfarrkirche Saint-Maurice

Nachdem im Jahr 1475 ein italienisches Söldnerheer zur Unterstützung Karls des Kühnen durch das Rhonetal gezogen war, nahm Bern dieses Vorgehen zum Anlass, Aigle zusammen mit den Mandements Ollon, Bex und Les Ormonts zu erobern. Die Burg der Herren von Saillon wurde niedergebrannt, und Bern hatte die Kontrolle über das untere Rhonetal erreicht. Aigle kam damit als erstes welsches Untertanenland an Bern und wurde Sitz des Gouvernement Aigle, das mit Ausnahme von Villeneuve sämtliche Gemeinden des heutigen Bezirks Aigle umfasste. Von 1476 bis 1483 besass auch Freiburg Rechte über Aigle. 1528 wurde in der Gemeinde unter Guillaume Farel die Reformation eingeführt.
Nach dem Zusammenbruch des Ancien Régime gehörte Aigle von 1798 bis 1803 während der Helvetik zum Kanton Léman, der anschliessend mit der Inkraftsetzung der Mediationsverfassung im Kanton Waadt aufging. 1798 wurde es Hauptort des Bezirks Aigle. Da die Vogtei Aigle im Gegensatz zu den anderen Vogteien des Waadtlandes den Status einer deutschbernischen Vogtei hatte, erhob Bern noch 1814 am Wiener Kongress Anspruch auf das Gebiet.

### Post
Das 1978 erbaute Postgebäude in Aigle ist ein typischer PTT-Bau der 1970er-Jahre. Aigle hatte sich zu einem regionalen Knotenpunkt des Postverkehrs entwickelt, wodurch das alte Postgebäude zu klein geworden war. Deshalb wurde ein Neubau beschlossen, was bei der Bevölkerung Aigles jedoch nicht nur auf Zustimmung stiess, war dies doch mit dem Abbruch des Bahnhofsbuffets verbunden, das das neue Postbüro zunächst hätte aufnehmen sollen.

## Wappen
Beschreibung: Im schwarz-gold geteilten Schild zwei Adler in verwechselten Farben.

## Sehenswürdigkeiten
Mittelpunkt des im Mittelalter aus sieben Quartieren bestehenden Städtchens ist das Quartier du Bourg mit seinem malerischen Stadtbild, schmalen Gässchen, eng zusammenstehenden Häusern, die teilweise durch Lauben verbunden sind. Hier steht die deutschreformierte Kirche Saint-Jacques, ursprünglich im Mittelalter erbaut, mit einem Turm von 1642. Die katholische Kirche Saint-Maurice et Saint-Nicolas-de-Flue stammt von 1866.
Die Pfarrkirche Saint-Maurice befindet sich im Quartier du Cloître. Sie ist seit dem 12. Jahrhundert erwähnt und gehörte früher zum Priorat, das heute nicht mehr existiert. Der ursprüngliche romanische Bau wurde Ende des 14. Jahrhunderts durch eine gotische Kirche ersetzt, während der Frontturm erst im 17. Jahrhundert errichtet wurde.

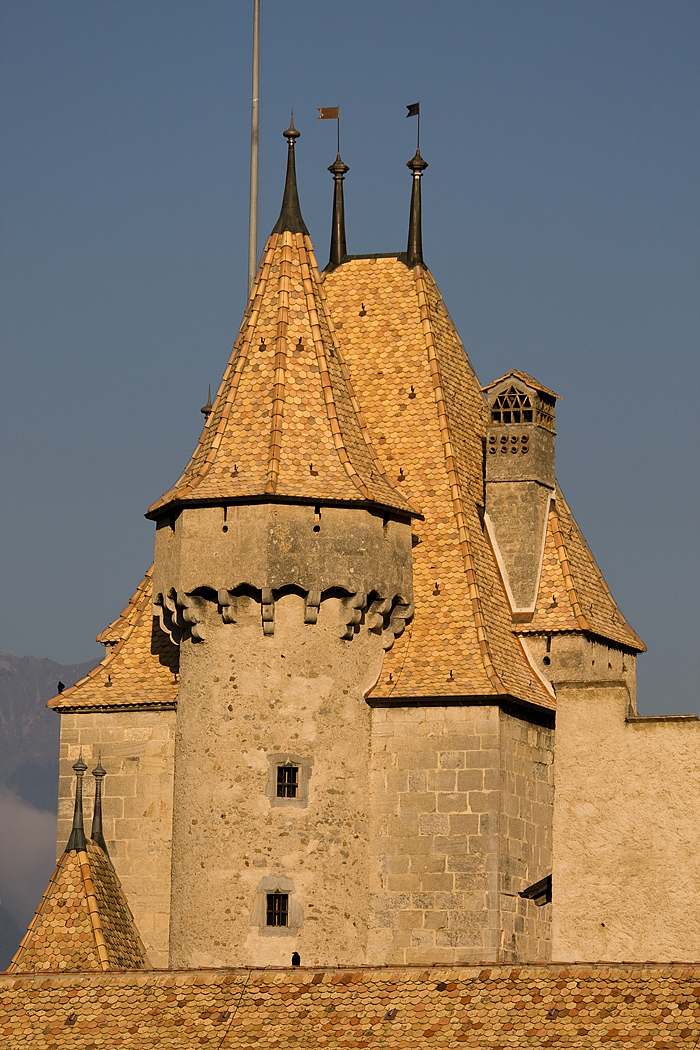
Château d’Aigle

Bedeutendster Bau von Aigle ist das am östlichen Rand von Le Cloître stehende Schloss Aigle. Seine Ursprünge sind nicht genau bekannt. Das Schloss wurde wahrscheinlich zu Beginn des 13. Jahrhunderts von den Herren von Saillon erbaut. Es besitzt eine Mauer mit drei Rundtürmen und einem Wehrgang. Ältester Teil ist der viereckige Bergfried, dem später mehrere Türmchen mit Maschikulis hinzugefügt wurden. Das Schloss wurde 1475 von den Bernern in Brand gesteckt. Nach dem Wiederaufbau 1489 wurde es Sitz des Gouverneurs oder Landvogts. Seit 1804 gehörte das Schloss der Gemeinde und diente als Gerichtshof, Gefängnis und teilweise als Spital. Von 1971 bis 1992 wurde es einer umfassenden Restauration unterzogen. Heute beherbergt es zwei Museen: das Musée de la vigne et du vin und das Musée de l'étiquette. Neben dem Schloss steht die grosse Zehntenscheune (Maison de la dîme), die 1587 an der Stelle der ehemaligen Burg der Edlen von Aigle errichtet wurde.

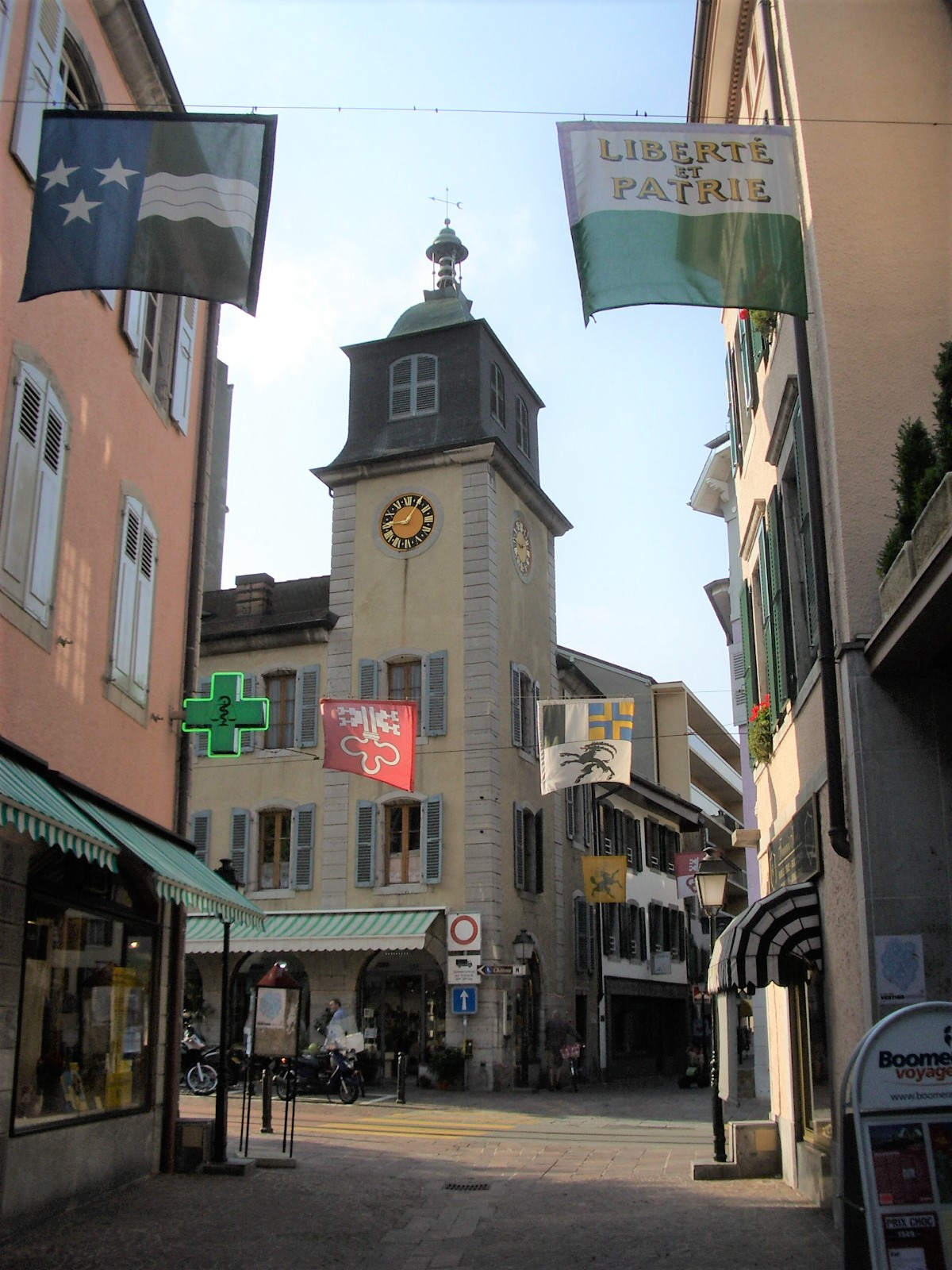
Quartier du Bourg

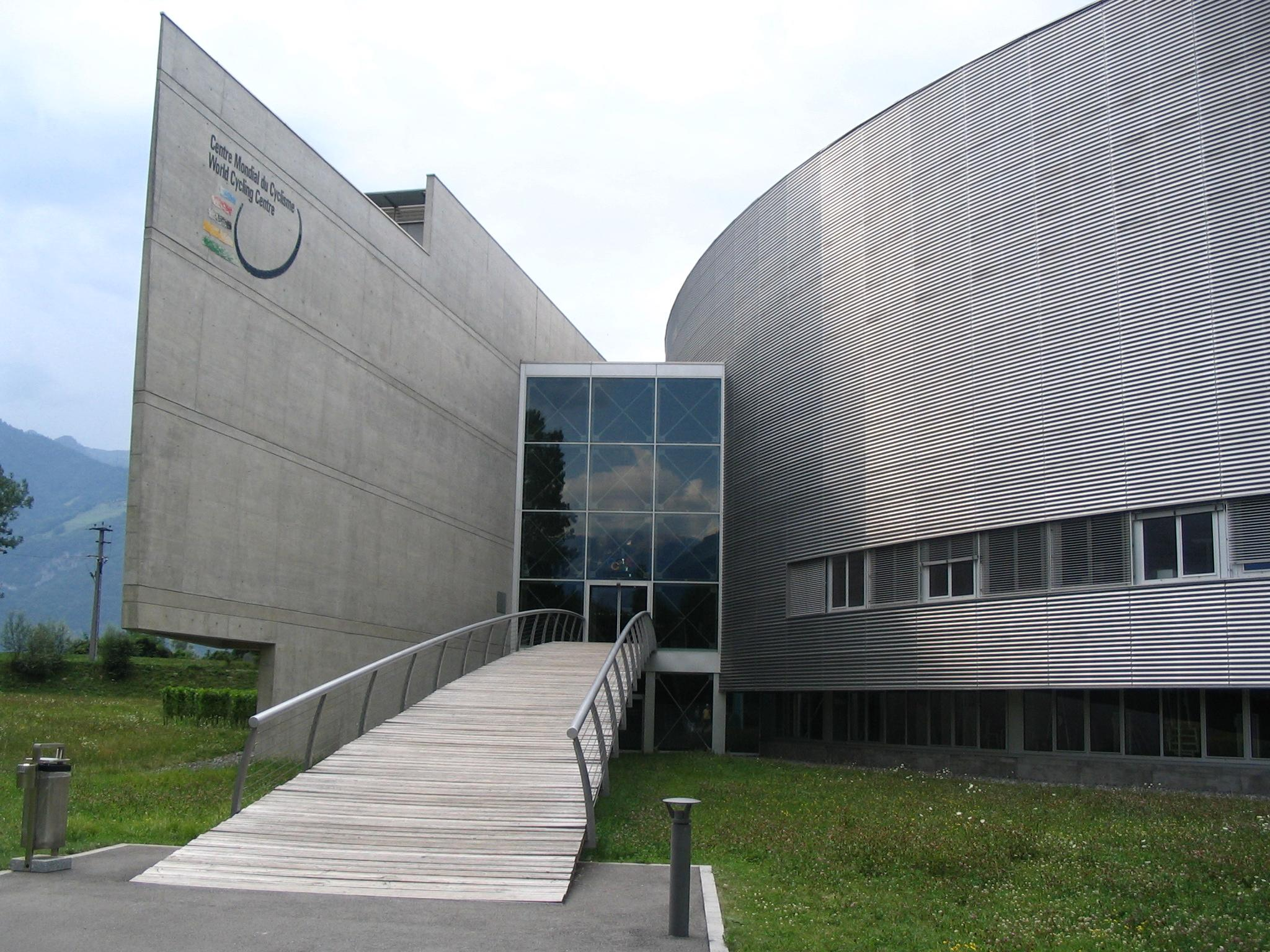
World Cycling Centre (UCI)

## Sport
In Aigle befindet sich der Sitz des Internationalen Radsport-Verbandes (UCI), der im so genannten Centre Mondial du Cyclisme am Rhone-Ufer untergebracht ist.

## Partnerschaften
Aigle hat Partnerschaften geschlossen mit
- L’Aigle in der Normandie (Frankreich) – 1964
- Bassersdorf im Kanton Zürich (Schweiz) – 1969
- Tübingen in Baden-Württemberg (Deutschland) – 1973

## Persönlichkeiten

### Söhne und Töchter
- Jules Amiguet (1867–1946), evangelischer Geistlicher und Hochschullehrer
- Ariane Andereggen (* 1969), Künstlerin, Schauspielerin und Performerin
- Théo Berdayes (* 2002), Fussballspieler
- François Bertholet (1814–1862), evangelischer Geistlicher
- Sébastien Buemi (* 1988), Rennfahrer
- Yannick Chabloz (* 1999), Skirennläufer
- Jacques Cornu (* 1953), Motorradrennfahrer
- Samuel Cornut (1861–1918), Schriftsteller
- Gustave Doret (1866–1943), Komponist und Dirigent
- Siem de Jong (* 1989), niederländischer Fussballspieler
- Luuk de Jong (* 1990), niederländischer Fussballspieler
- Benjamin Kololli (* 1992), kosovarisch-schweizerischer Fussballspieler
- Patrice Moret (* 1972), Jazzmusiker
- Hans Franz Nägeli (1497–1579), Berner Staatsmann und Feldherr
- Liliane Perrin (1940–1995), Journalistin und Schriftstellerin
- Jacques-Michel Pittier (* 1955), Schriftsteller
- Kurt Reiss (1901–1974), Bühnenagent und Verleger
- Frédéric Rouge (1867–1950), Maler
- Gaël Suter (* 1992), Radrennfahrer
- François Trisconi (* 1948), Autorennfahrer

### Persönlichkeiten, die mit Aigle in Verbindung stehen
- Peter Steiger (um 1445–1498/1499), Offizier in fremden Diensten und Politiker